# Vent'anni di analità
Vent'anni di analità è il nono album del gruppo musicale comedy rock dei Prophilax.
Il disco è stato presentato al concerto del 7 maggio 2010 all'Alpheus (oggi Planet) in occasione del ventennale del gruppo romano.

## Il disco
(Prophilax, Stamo ancora qua)
Il disco raccoglie perlopiù le canzoni di maggior successo della band, re-incise e registrate in versione digitale ad alta fedeltà, nonché con scelte stilistiche inedite (tra le altre, l'esecuzione di Pompotron è affidata a una voce femminile, mentre nella suite di Viaggio nella dimensione anale manca l'assolo di batteria presente nella versione originale). 
A esse si aggiungono i brani inediti Stamo ancora qua (composto ad hoc per celebrare il ventennale di attività) e M'arrazzo col trans (ispirato alle vicende scandalistiche a sfondo sessuale occorse al politico e giornalista Piero Marrazzo).
I pezzi da includere nel disco vennero scelti anche mediante un sondaggio pubblico condotto dal frontman della band, Fabio Ceppaflex Pinci, sulla sua pagina Facebook. 
Per le registrazioni del disco e per i concerti che ne seguirono l'uscita sono tornati a suonare nella band anche molti ex componenti frattanto fuoriusciti, quali Luca Bernardini, Enrico Pallazzo o Andrea Romanazzo. 
Come da prassi per la discografia dei Prophilax e delle band collegate, ogni traccia viene preceduta da un'introduzione in cui si sentono i vari componenti (attuali ed ex) dialogare goliardicamente sul passato del gruppo. In un'intervista rilasciata a RaiNews24 Fabio Pinci affermò che buona parte dei brani raccolti nel CD erano stati composti nel biennio 1988-1989, mentre il brano Condoglianze era stato recuperato dal repertorio dei Pizza & Fichi (altro gruppo musicale cui Pinci aveva partecipato prima dell'esperienza coi Prophilax).

## Tracce
1. Intro Analità - 1.32
2. Analità - 3.13
3. Intro Traves - 1.08
4. Traves - 2.50
5. Intro Cagatone Joe è tornato - 0.57
6. Cagatone Joe è tornato - 3.59
7. Intro Pompotron - 1.04
8. Pompotron - 3.37
9. Intro Voci dall'oltrechiavica - 0.41
10. Voci dall'oltrechiavica - 3.32
11. Intro Pajarulo - 0.41
12. Pajarulo - 4.02
13. Intro E stamo ancora qua - 1.23
14. E stamo ancora qua - 4.16
15. Intro Dora daccela ancora - 1.18
16. Dora daccela ancora - 4.39
17. Intro Condoglianze - 1.43
18. Condoglianze - 2.56
19. Intro La megaceppa sorgerà - 1.08
20. La megaceppa sorgerà - 4.01
21. Intro No seg - 0.56
22. No seg - 2.54
23. Intro M'arrazzo col trans - 0.49
24. M'arrazzo col trans - 4.12
25. Intro Dora in poi rock version - 1.59
26. Dora in poi rock version - 2.53
27. Intro Viaggio nella dimensione anale - 4.28
28. Viaggio nella dimensione anale - 11.19